# هوارد فالنتاين
هوارد فالنتاين (بالإنجليزية: Howard Valentine)‏ هو منافس ألعاب قوى أمريكي، ولد في 14 ديسمبر 1881 في نيويورك في الولايات المتحدة، وتوفي بنفس المكان في 25 يونيو 1932.

## وصلات خارجية
- هوارد فالنتاين على موقع أوليمبيديا (الإنجليزية)